# Сіманково (Ленінградська область)
Сіманково (рос. Симанково) — присілок у Гатчинському районі Ленінградської області Російської Федерації.
Населення становить 4 особи. Належить до муніципального утворення Дружногорське міське поселення.

## Географія
Населений пункт розташований на південній околиці міста Санкт-Петербурга.

## Історія
Згідно із законом від 16 грудня 2004 року № 113—оз належить до муніципального утворення Дружногорське міське поселення.

## Населення
| 1838 | 1862 | 1928 | 1958 | 1997 | 2002 | 2007 |
| ---- | ---- | ---- | ---- | ---- | ---- | ---- |
| 67   | ↗87  | ↗226 | ↘49  | ↘5   | ↘3   | ↘2   |
| 2010 | 2017 |      |      |      |      |      |
| ↗16  | ↘4   |      |      |      |      |      |